# Claudia López Benaiges
Claudia López Benaiges (Santiago de Chile, 28 de noviembre de 1972 - ib., 12 de septiembre de 1998) fue una estudiante y bailarina chilena de danza interpretativa, conocida por su adhesión al anarquismo y su participación en protestas populares durante los años noventa.

## Biografía
Fue estudiante de castellano del Pedagógico, en donde formó parte de la mesa directiva del Centro de Alumnos de la carrera, (siendo luego expulsada al no cumplir con la exigencia académica de la casa de estudios)y posteriormente de danza de la Universidad Academia de Humanismo Cristiano.

### Asesinato
Durante la noche del 11 de septiembre de 1998, en medio de una protesta en la población La Pincoya por el 25º aniversario del Golpe de Estado, Carabineros disparó contra Claudia y un joven poblador, hiriéndola en la zona toracopulmonar izquierda, y dejándola con complicaciones respiratorias mortales. Fue socorrida en casa de una vecina, previniendo la exhaustación de su hemorragia. Carabineros no se responsabilizó del cuerpo, sino Bomberos de Chile, quienes no pudieron llevar a Claudia al hospital, porque las fuerzas policiales habían bloqueado gran parte del área. Claudia fue trasladada al Servicio de Atención Primaria de Urgencias (SAPU) de La Pincoya, donde falleció a las 00:53 horas del 12 de septiembre.
Amnistía Internacional pidió en su momento una investigación independiente y exhaustiva de los hechos, solicitando recibir copia de las instrucciones vigentes sobre el uso de armas de fuego por parte de las fuerzas de seguridad en el cuadro de manifestaciones públicas. Sin embargo, nada sucedió. Raúl Troncoso, ministro del Interior del gobierno demócratacristiano de Eduardo Frei Ruiz-Tagle, negó el asesinato, argumentando que "Carabineros tuvo una actitud preventiva y de resguardo del orden público, dentro de una posición moderada".Posteriormente, el caso de Claudia fue archivado, encubriendo y manteniendo impunes a los Carabineros que perpetraron su asesinato.

### Icono del anarquismo chileno
Se ha convertido en un icono para el joven movimiento anarquista chileno,para el movimiento de estudiantes y jóvenes de organizaciones sociales en Chile, alcanzando una gran influencia en la memoria del movimiento anarquista chileno. En su momento, Claudia fue una de las primeras exponentes anarquistas en sumarse al resurgimiento del movimiento que tuvo lugar en el Chile posdictatorial. En 2005, colectivos anarquistas de la ciudad de Penco y Concepción, ocupan la exestación de trenes de Penco y fundan el "Centro Social Anarquista Claudia López".